# Мнімий господін
«Мнімий господін» — оповідання Володимира Винниченка,яке є останнім в його творчості,з надрукований творів.

## Історія видання
Надруковане оповідання - 1905 року.

## Тема твору
Як людина, не зла за своєю натурою, стає тираном для оточуючих, вимучуючи всіх своїми розповідями про свої болячки, справжні й особливо вигадані нею.

## Сюжет
Усе відбувається в солдатській казармі. "Мнімий господін" - черговий унтер - не дає спати втомленим солдатам розповідями про свої вигадані хвороби і читанням уголос "історії" цієї хвороби, записаної зі слів "Мнімого господіна" слухняним грамотним солдатом:"Мнімий господін", "як "начальство", не злий, не причіпливий, але солдати його всією душею ненавидять через його розповіді, відмовитися від яких їм, солдатам та підлеглим людям, неможливо.

## Особливості стилю оповідання
Події змальовані занадто реально, оскільки і читачеві часом передається та нудьга, яку відчувають мимовільні слухачі "мнімого господіна".